# سلطة مسموطة

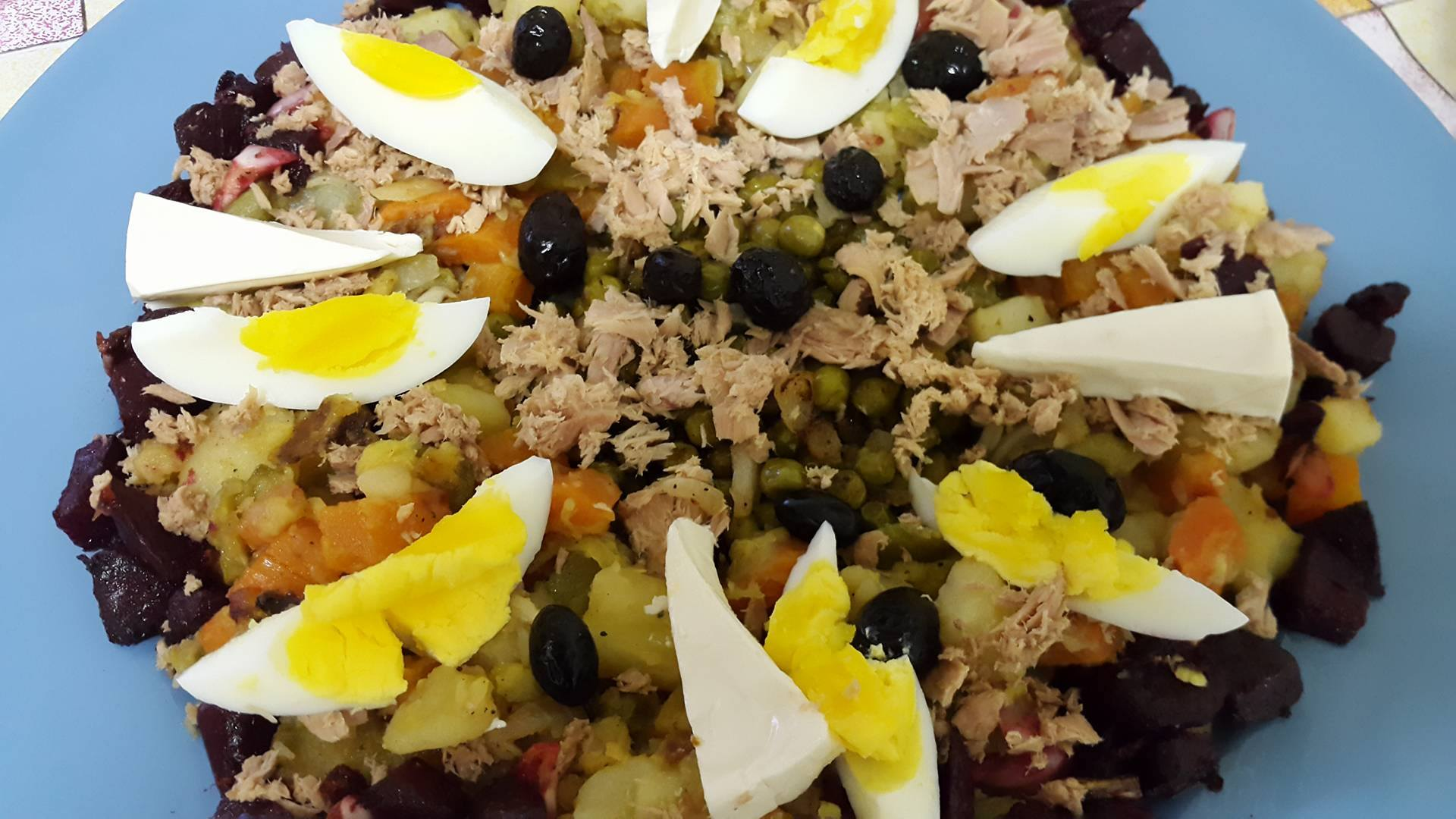
سلطة مسموطة

السّلطة المسموطة هي طبق من اطباق المطبخ التونسي و هي نوع من السّلطات تقدّم مع الخبز و تتكوّن أساسا من البطاطا، الجزر، البازلاء، القرع الأخضر و الشمندر حسب الاختيار.

## المقادير
- بطاطا
- جزر
- بازلاء
- قرع أخضر
- شمندر
- ملح
- فلفل أسود
- تونة، زيتون أسود،جبن، بيضة مسلوقة للزينة

## طريقة الإعداد
نسلق البطاطا في الماء ثم تقطعها إلى أجزاء صغيرة ، ثم نضيف إليها الزيت وعصير الليمون والفلفل الاسود والملح وتخلط جيدا ثمّ تحمّر مع القليل من الزبدة و توضع في الصحون وتزين بالتن وحبات الزيتون والجبن والبيض المسلوق بعد قصه .